# 경북전문대학교
경북전문대학교(慶北專門大學校, Kyungbuk College)는 대한민국 경상북도 영주시에 소재한 사립 전문대학이다.

## 연혁
1971년 12월 23일, 학교법인 경영교육재단의 최현우에 의하여 영주전문학교가 설립되었다. 이듬해 3월 5일 개교하였다. 1979년 1월, 전문대학으로 개편되며 영주경상전문대학으로 교명을 변경하였다. 1985년 1월, 경북전문대학으로 교명을 변경하였다. 2012년 1월, 현재의 교명인 경북전문대학교로 교명을 변경하였다.
2022년 개교 50주년을 맞이하였으며, 최재혁이 총작직을 수행하고 있다.

## 교육편제
경북전문대학교는 별도의 학부 편성 없이 3개 계열을 임의 설정하여 전문학사 학위 과정을 편성하고 있다. 이에 따라 인문사회계열, 자연과학계열, 공학계열 등 3개 계열 아래 19개 학과를 편제하고 있다.

## 캠퍼스 풍경
경북전문대학교는 경상북도 소재 사립 전문대학으로, 휴천동에 그 캠퍼스가 위치한다. 대학로 등을 통해 캠퍼스에 접근이 가능하며, 약 20동의 건축물이 위치한다.